# Gérard Daniel Westendorp
Gérard-Daniel Westendorp (1813 - 1869) fue un médico cirujano, botánico, micólogo, y profesor belga. También realizó expediciones botánicas por Bélgica, y por el sur de África.
Provenía de una familia holandesa, pero pronto abandonó su país para vivir en Bélgica. A la edad de 16 años, se convirtió en estudiante de la Escuela de Medicina de Bruselas. En 1830, practicaría sus conocimientos médicos en el cuidado de los heridos de la revolución belga contra el régimen holandés. Recibió su título de cirujano y obstetra en 1833. Obtuvo la naturalización belga en torno a 1836 y luego se convirtió en un médico militar. Sus cambios frecuentes de la guarnición de caminar a través de Bélgica, le permitieron explorar los diversos hábitats del país.
Adquirió reputación de buen micólogo y se le asignó, por editorial de los Países Bajos, el Tomo 2 de Prodromus Florae Bataviae, dedicado a hongos; apareció en 1866. El trabajo principal será, sin embargo, el Herbario o colección de plantas criptogámicas que crecen en Bélgica, que publicó desde 1845 hasta 1860, con su colega Wallays. Contiene veintiocho fascículos, cada uno de cincuenta especies.
También incluyó el siguiente libro, de 1854: Cryptogames classées d'après leurs stations naturelles (301 pp.), que es tal vez el primer libro dedicado íntegramente a la ecología de criptógamas.
Los especímenes de herbario que la muerte le impidió su determinación, se estudiaron en la obra de Saccardo y de Elie Marchal (1885), publicando los resultados en Reliquiae mycologicae Westendorpianae. Sus colecciones botánicas se conservan en el Jardín Botánico Nacional de Bélgica (BR).

## Algunas publicaciones
- 1851. Sur quelques cryptogames inédites ou nouvelles pour la flore Belge. Bull. de l’Académie des Sciences Bruxelles 18: 384-416

- 1852. Sur quelques cryptogames inédites ou nouvelles pour la flore Belge. III. Bull. de l’Académie Royale des Sciences, des Lettres et des Beaux Artes de Belgique Bruxelles 19: 110-132

- 1854. Sur quelques cryptogames inédites ou nouvelles pour la flore Belge. Bull. de l’Académie des Sciences, des Lettres et des Beaux Artes de Belgique Bruxelles 21 (2): 229-246

- 1857. Sur quelques hypoxylées inédites ou nouvelles pour la flore de la Belgique. Bull. de l’Académie Royale de Belgique Classe de Sciences, Série 2 2: 554-579

- 1863, publ. 1864. Notice sur quelques espèces nouvelles ou inédites pour la flore Belge. Bull. de la Société Royale de Botanique de Belgique Série 2 2 (3): 240-254, tab.

## Honores

### Eponimia
Especies de fungi
- Aspergillus westendorpii Sacc. & Marchal, 1885

- Discula westendorpii M.Morelet, 1968 [syn.  Amphiporthe leiphaemia (Fr.) Butin, 1980]

- Naemospora westendorpii Sacc. 1883

- Phoma westendorpii Tosq. 1857

- Phyllosticta westendorpii Thüm. 1880

- Septoria westendorpii G.Winter, 1887

- Thecaphora westendorpii A.A.Fisch.Waldh. 1877

- Tiarospora westendorpii Sacc. & Marchal, 1886
- La abreviatura «Westend.» se emplea para indicar a Gérard Daniel Westendorp como autoridad en la descripción y clasificación científica de los vegetales.[2]